# Франтішек Шевчик
Франтішек Шевчик (чеськ. František Ševčík; 11 січня 1942, Вілемовіце, Бланско, Південноморавський край, Протекторат Богемії і Моравії — 22 липня 2017) — чехословацький хокеїст, правий нападник.

## Клубна кар'єра
В чемпіонаті Чехословаччини грав за клуб ЗКЛ (Брно). За дванадцять сезонів (1961—1973) в лізі провів 485 ігор та забив 172 голи. Чемпіон Чехословаччини 1962—1966. Тричі вигравав кубок європейських чемпіонів (1966—1968). Один з найкращих бомбардирів в історії команди — 280 очок. За «Комету» грав і його син, також Франтішек.
Чотири сезони провів у другому за рангом дивізіоні чехословацького хокею. У 1973—1975 грав за ТЕ «Простейов», 1975—1977 — «Банік» (Карвіна).

## Виступи у збірній
У складі національної збірної на Олімпійських іграх 1968 у Греноблі здобув срібну нагороду.
Брав участь у п'яти чемпіонатах світу та Європи (1965, 1966, 1968—1970). Другий призер світового чемпіонату 1965, 1966, 1968; третій призер 1969, 1970. На чемпіонатах Європи — три срібні (1965, 1966, 1968) та дві бронзові нагороди (1969, 1970).
В 1968 році був обраний до символічної збірної на чемпіонаті світу. На чемпіонатах світу та Олімпійських іграх провів 39 матчів (14 закинутих шайб), а всього у складі збірної Чехословаччини — 95 матчів (26 голів).

## Досягнення
| Нагороди                     | Команда        | Кіл. | Роки                         |
| ---------------------------- | -------------- | ---- | ---------------------------- |
| Олімпійські ігри             |                |      |                              |
| Срібло                       | Чехословаччина | 1    | 1968                         |
| Чемпіонат світу              |                |      |                              |
| Срібло                       | Чехословаччина | 3    | 1965, 1966, 1968             |
| Бронза                       | Чехословаччина | 2    | 1969, 1970                   |
| Чемпіонат Європи             |                |      |                              |
| Срібло                       | Чехословаччина | 3    | 1965, 1966, 1968             |
| Бронза                       | Чехословаччина | 2    | 1969, 1970                   |
| Кубок європейських чемпіонів |                |      |                              |
| Золото                       | ЗКЛ (Брно)     | 3    | 1966, 1967, 1968             |
| Чемпіонат Чехословаччини     |                |      |                              |
| Золото                       | ЗКЛ (Брно)     | 5    | 1962, 1963, 1964, 1965, 1966 |
| Срібло                       | ЗКЛ (Брно)     | 3    | 1968, 1969, 1971             |
| Бронза                       | ЗКЛ (Брно)     | 2    | 1967, 1970                   |

## Статистика
Статистика виступів на чемпіонатах світу та Олімпійських іграх:
Скорочення: І = Ігри, Г = Голи, П = Результативні передачі, О = Набрані очки, Штр = Штрафний час у хвилинах
| Рік    | Команда        | Турнір |    | І  | Г | П  | О | Штр |
| ------ | -------------- | ------ | -- | -- | - | -- | - | --- |
| 1965   | Чехословаччина | ЧС     | 7  | 4  | 4 | 8  | 0 |     |
| 1966   | Чехословаччина | ЧС     | 7  | 2  | 0 | 2  | 2 |     |
| 1968   | Чехословаччина | ОІ, ЧС | 7  | 3  | 2 | 5  | 4 |     |
| 1969   | Чехословаччина | ЧС     | 10 | 1  | 1 | 2  | 0 |     |
| 1970   | Чехословаччина | ЧС     | 8  | 4  | 1 | 5  | 0 |     |
| Всього | Всього         | Всього | 39 | 14 | 8 | 22 | 6 |     |